# Кларе, Герман
Герман Кларе (нем. Hermann Klare,12 мая 1909, Хамельн, Нижняя Саксония — 22 августа 2003, Дрезден) — немецкий химик, академик и президент Академии наук ГДР, специалист в области химии и технологии искусственных волокон. Иностранный член Российской академии наук (1.01.1971). Также был членом Академий наук Польши, Чехословакии, Болгарии и Монголии.

## Биография
Герман Кларе родился 12 мая 1909 года в Хамельне.
Обучался химии с 1928 года, сначала в в Гейдельбергском университете, затем, с 1929 года — в Кильском университете. Под руководством Отто Дильса и Курта Альдера защитил докторскую диссертацию.
В 1933—1945 годы работал инженером-химиком на немецких предприятиях; после Второй мировой войны — на химических заводах в Премнице и Шварце (1945—1946 г.). В 1937 году вступил в Национал-социалистическую немецкую рабочую партию.
1947—1949 гг. — проводил научную работу в СССР и работал в г. Клин на строительстве завода по производству искусственного шёлка.
1949—1953 гг. — работал на предприятии искусственного волокна в Германии. С 1953 года — в Институте искусственного волокна в АН ГДР.
1954 по 1961 гг. — был профессором Технического химического университета в Лойна-Мерзебурге; с 1962 по 1964 г. — профессором в Университете Гумбольдта в Берлине.
1961—1969 гг. — занимал должность директора Института искусственного волокна в Тельтове. Принимал участие в разработке нового метода полимеризации в растворе совместно с Институтом на хим. заводах в Премнице и Вольфене. В 1968 году стал членом Немецкой академии «Леопольдина».
Герман Кларе был председателем Немецкой академии наук (с 1961 г.), президентом (1968—1979) и вице-президентом (1963—1968 и 1979—1984) АН ГДР.
Иностранный член РАН c 1 января 1971 года — Отделение общей и технической химии (химия). Был членом Академий наук Польши, Чехословакии, Болгарии и Монголии, почётным доктором Софийского университета, Технического университета «Карл Шорлеммер», Лойна-Мерзебурга и Дрезденского технического университета.
Герман Кларе был специалистом в области химии и технологии искусственных волокон. С 1979 года был почётным доктором Московского университета.
Умер 22 августа 2003 года в Дрездене. Похоронен в Кляйнмахнове..

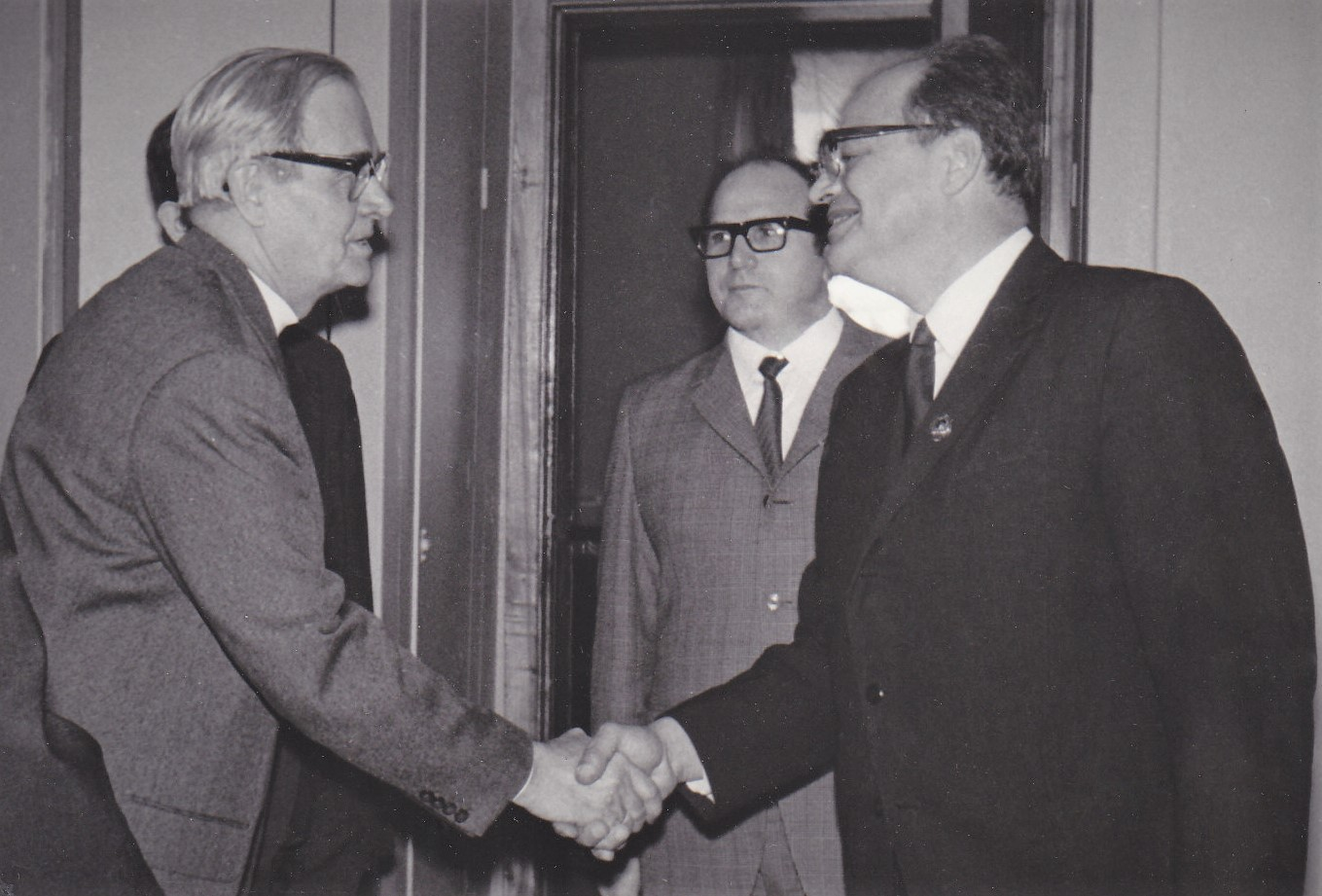
Герман Кларе (слева) и Николай Геннадиевич Басов (справа), 1973 год, Москва

## Награды
- Национальная премия ГДР (1951 и 1963)
- Орден ГДР «За заслуги перед Отечеством» (1973)
- Орден Карла Маркса (1974)
- Большая золотая медаль имени М. В. Ломоносова (1976) — за выдающиеся достижения в области химии и технологии искусственных волокон[4].
- Золотой орден ГДР «За заслуги» (1979)